# Harford Jones

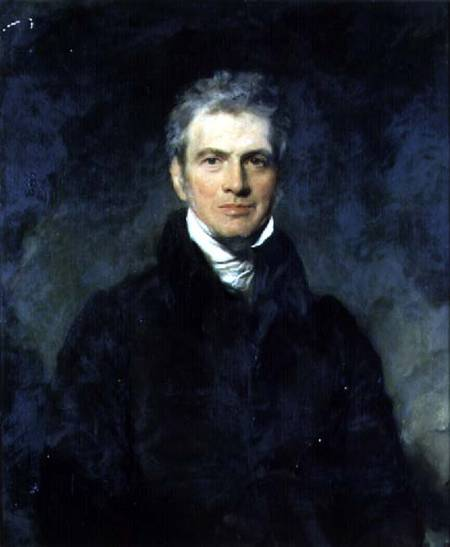
Sir Harford Jones-Brydges, 1. Baronet.

Sir Harford Jones-Brydges, 1. Baronet PC, DL (* 12. Januar 1764; † 17. März 1847 in Boultibrook) war ein britischer Botschafter.

## Leben
Er wurde als Harford Jones geboren und war der Sohn von Winifred und Hardford Jones aus Presteign.
Bei seiner Arbeit für die Britische Ostindien-Kompanie erwarb er Kenntnisse orientalischer Sprachen.
Er war Kronanwalt und Doktor der Rechte. Am 9. Oktober 1807 wurde für ihn der Adelstitel eines Baronet, of Boultibrook in the County of Hereford, geschaffen. Von 1807 bis 1810 war er Envoy Extraordinary (außerordentlicher Gesandter) und Ministre plénipotentiaire von Georg III. am Hof von Fath Ali Schah in Teheran.
Am 4. Mai 1826 ergänzte er, nach seiner Großmutter mütterlicherseits, seinen Familiennamen zu Jones-Brydges. 1831 erhielt er die Ehrendoktorwürde (D.C.L.) der University of Oxford. 1832 wurde er als Mitglied des Privy Council eingeschworen. 1842 wurde er zum Deputy Lieutenant von Herefordshire ernannt. Er war überzeugter Whig, machte im Radnorshire-Wahlkreis Wahlkampf und war im Grey Coat Club organisiert.
Er starb 1847 auf seinem Landsitz in Boultibrook bei Presteigne. Aus seiner Ehe mit Sarah Gott, Tochter des Sir Henry Gott aus Newland Park in Buckinghamshire und Witwe des Robert Whitcomb aus Whittern in Herefordshire, hinterließ er zwei Töchter und einen Sohn namens Harford James Jones-Brydges (1808–1891), der seinen Adelstitel erbte.